# غلاوكوس بن سيزيف
غلاوكوس بونتيوس من بونتياي قرب طيبة وهو ابن سيزيف من أمه ميروبي ووالد بيليروفون ووفقا للأسطورة فقط قطع إربا من قبل أفراسه، وكان معبودا باسم تاراكسيبوس (مخيف الخيول) في برزخ كورنث وأولمبيا ونيميا ويقال أن شبحه يظهر ويخيف الخيول في الألعاب وهو قريب لغلاوكوس وكان موضوعا لدراما مفقودة لأيسخيلوس
تحوي هذه المقالة معلومات مترجمة من الطبعة الحادية عشرة لدائرة المعارف البريطانية لسنة 1911 وهي الآن ضمن الملكية العامة.
1. 1 2 3  القاموس الحقيقي للآثار الكلاسيكية للوبكر (بالروسية). {{استشهاد بدورية محكمة}}: الوسيط |title= غير موجود أو فارغ (help)
2. ↑  القاموس الحقيقي للآثار الكلاسيكية للوبكر (بالروسية). {{استشهاد بدورية محكمة}}: الوسيط |title= غير موجود أو فارغ (help)